# Râul Valea Caselor, Valchid
Râul Valea Caselor este un curs de apă, afluent al râului Valchid. 

## Hărți
- Harta județului Sibiu